# Râmânanda
Râmânanda ou Ramanand est un des quinze ou dix-sept bhagats, des dévots faisant partie des saints ou soufis hindous qui ont vu de leurs louanges compilées dans le livre saint des sikhs, le Guru Granth Sahib.
Râmânanda est le plus célèbre des enseignants hindous dont les œuvres figurent dans les banis, les prières sikhes; dans l'Adi Granth, le livre de base du Guru Granth Sahib, un seul hymne est de lui, page 1195; il y dénonce le culte des idoles. La tradition rapporte qu'il était le gourou de Kabir, un autre bhagat et de Ravidas (Rai Das) un mystique célèbre de son époque. Il est dit aussi qu'il a enseigné à beaucoup d'autres saints hindous du Moyen Âge. Ses écrits et ses propos ont été suivis par de nombreux dévôts car il n'avait pas adopté une conduite ségrégationniste envers les basses castes et même les Intouchables, acte rare à l'époque.

Les dates de son passage terrestre ne sont pas parfaitement connues, certains donnent 1199, mais ceci ne correspond alors pas avec Kabir (1495). Ramanand était du nord de l'Inde, né à Allahabad. Il étudia à Kashi, (Varanasi), suivant la bhakti, y enseigna, et crééa un mouvement religieux, le Ramavat. Il était adorateur du seigneur Rāma et de Sītā. Deux écrits sont reconnus de sa plume: le Vaisnavamatabja Bhaskar, et, le Ramarchana Paddhati, même si de nombreux livres lui sont attribués.